# 心霊現象
心霊現象（しんれいげんしょう）とは、超常現象の中で、とりわけ霊魂が起こしていると考えられるものをいう。逆の言い方をするなら、「超常現象」の中でも、心霊を研究する立場から、霊が介在していると推測される現象を限定的にそう呼ぶことが多い。

## 概要
最も分かりやすいものは、「霊的存在の目撃談」や、「そういった存在が引き起こしたとされる諸現象や祟りなどの経験談」といったものの内容に含まれる情報である。しかし、これらは経験者(同時に複数の場合もある)の主観に基づく経験談がほとんどで、自己暗示、集団催眠、錯覚、幻覚、幻聴などの勘違いなど、怪談や怪異譚の範囲を出ない。
霊的存在に体内に入り込まれるとされる現象（いわゆる「狐憑き」など）を、憑依（ひょうい）現象という。単に「憑依」とする場合も多い。これは解離性同一症の一種である。
現代でも根強い信奉者がおり、霊感商法などのトラブルが起きやすい。DeNAが運営していた医療サイトWELQでは「肩こりは幽霊が原因」などの記事があり問題となった。

## 文化的研究

### 態度
このような現象に対する人々の態度は、国や文化ごとに大きく異なる。
イギリス人などは、無類の幽霊好きで、自分の家に幽霊が出ることを自慢しあう、という。さらには、ミステリー・ツアーなどが組まれ、幽霊が出没する場所などを集団で訪問して楽しんでいたりする、という。
それに対して、日本人は「悪い噂になる」などと言って、ひた隠しにしようとする傾向がある、という。反面、将門塚・穴守稲荷など、「祟る」と云われる場所を鎮魂のために訪れる人も多い。

## 心霊現象・超常現象信奉者による見方
霊の介在によって生じたとも考えられており、現時点での一般的な自然科学的な知識では説明しきれないとされる。
『超常現象大事典』では、大きく「物理的心霊現象」と「精神的心霊現象」に分けられる、とされたとされる。
「物理的心霊現象」とは、霊の作用により何らかの物理的に観測可能な現象を生じるものとされ、例えば、物質化現象、瞬間移動、物体浮揚、ラップ現象、ポルターガイスト現象、念写、直接書記、直接談話などが含まれる。いわゆる心霊写真も、レンズによって結像されて記録されているため、念写と同様にここに分類される。
「精神的心霊現象」とは、物理的現象を伴わず、霊媒が霊からメッセージを受け取るものであるとされ、例えば霊言、自動書記、口寄せ、霊視、霊聴などであるとされている。
心霊現象のほとんどはESPあるいはサイコキネシスとして説明可能とする説もあり、そのような仮説は超ESP仮説と呼ばれている、ともいう。（→超心理学）
その他、心霊を研究する立場から研究対象とされている各種の不可思議現象を含めてこう呼ぶこともあり、物理化現象と呼ばれることも多い。(注；ここでの「物理化現象」とは、物理学やそのカテゴリーでの用語とはほとんど無関係である。)以下、代表的な現象を数例挙げる。
- ここで挙げた霊的存在の介在により、手を触れずに物体が動き、建物の振動などが起こるとされる、ポルターガイスト（騒霊）現象。（テレビに映ったポルターガイスト現象）
- 誰も存在しない場所や空間から何がしかの音が聞こえてくるとされるラップ現象。
- 客観的に誰の目でも確認すべく霊などの姿を視覚化させたり、霊の存在を客観的に証明できうる物証を残すことを、一般に物質化現象

などである。
神仏や霊の姿、その存在を示す現象などが写りこんだ写真を心霊写真と呼ぶが、これも心霊現象に含められることが多い。
科学の立場では考えられうる限りの合理的理由付けをし、心霊の立場は否定されるために、心霊信奉者は科学に対する敵意を持つことも多い。
フロイト心理学やユング心理学のような超越心理学（「超心理学」とは異なる）においては、自我（エゴ）に無意識（エス）からのメッセージが前意識の検閲機構をすりぬけて流れこんでくるという解釈（ヒステリーはこれにあたる）もあり、ダウジングなどはこれにあたるのではないか、という解釈がある。構造工学者が「この部分に応力集中が起きそうだ」と感じたり、交通工学者が「この交差点では交通事故が起きそうだ」と感じることは普通にあり、これは心霊現象ではなく、経験に裏打ちされた「職業的な勘」と解釈される。「言葉では説明しづらいが、なんとなくイヤな感じがする」という感覚は、棋士やシステム開発者などにも珍しくない。